# Mziuri Cup 2025
La Mziuri Cup 2025 è stato un torneo maschile di tennis professionistico. È stata la 2ª edizione del torneo, facente parte della categoria Challenger 50 nell'ambito dell'ATP Challenger Tour 2025, con un montepremi di 60 000 $. Si è giocato dal 19 al 24 maggio 2025 sui campi in cemento di Tbilisi, in Georgia.

## Partecipanti

### Teste di serie
| Nazionalità    | Giocatore         | Ranking* | Testa di serie |
| -------------- | ----------------- | -------- | -------------- |
| Regno Unito    | Johannus Monday   | 250      | 1              |
|                | Ilia Simakin      | 264      | 2              |
| Costa d'Avorio | Eliakim Coulibaly | 271      | 3              |
| Georgia        | Saba Purtseladze  | 288      | 4              |
| Cina           | Sun Fajing        | 289      | 5              |
| Lituania       | Ričardas Berankis | 294      | 6              |
| Regno Unito    | Ryan Peniston     | 310      | 7              |
| Italia         | Federico Cinà     | 323      | 8              |
| Lettonia       | Robert Strombachs | 333      | 9              |

* Ranking al 5 maggio 2025.

### Altri partecipanti
I seguenti giocatori hanno ricevuto una wild card per il tabellone principale:
- Aleksandre Bakshi
- Ilya Snițari
- Zura Tkemaladze

Il seguente giocatore è entrato in tabellone nell'ambito del College Accelerator Programme:
- Toby Samuel

Il seguente giocatore è entrato in tabellone nell'ambito dello Junior Accelerator Programme:
- Charlie Robertson

Il seguente giocatore è entrato in tabellone nell'ambito del Next Gen Accelerator Programme:
- Henry Searle

I seguenti giocatori sono entrati in tabellone come alternate:
- Florent Bax
- Alastair Gray
- Evgenij Karlovskij
- Kasidit Samrej

I seguenti giocatori sono passati dalle qualificazioni:
- Clément Chidekh
- Lukáš Pokorný
- Fabrizio Andaloro
- Sergey Fomin
- Giles Hussey
- Martin Damm

Il seguente giocatore è entrato in tabellone come lucky loser:
- Maximus Jones

## Punti e montepremi
| Torneo    | Torneo              | V     | F     | SF    | QF    | 2T  | 1T  | Q | Q2  | Q1  |
| Singolare | Punti               | 50    | 25    | 14    | 8     | 4   | 0   | 3 | 1   | 0   |
| Singolare | Premi in denaro ($) | 5,500 | 3,260 | 1,900 | 1,120 | 660 | 395 | – | 215 | 125 |
| Doppio    | Punti               | 50    | 25    | 14    | 8     | –   | 0   | – | –   | –   |
| Doppio    | Premi in denaro ($) | 2,130 | 1,250 | 745   | 435   | –   | 245 | – | –   | –   |

## Campioni

### Singolare
Saba Purtseladze ha sconfitto in finale  Federico Cinà con il punteggio di 7–6(5), 6–4.

### Doppio
Masamichi Imamura /  Naoki Tajima hanno sconfitto in finale  Siddhant Banthia /  Ramkumar Ramanathan con il punteggio di 1–6, 6–3, [10–5].